# Viasat Explorer
Viasat Explorer je televizijski kanal u vlasništvu Modern Times Group. Emitira a dokumentarne filmove o divljim životinjama, ekstremnim sportovima, sportskim automobilima, avanturama, egzotičnim putovanjima i tehnologiji.
Početak emitiranja je bio u siječnju 2002. za područje sljedećih zemalja: Švedska, Danska, Norveška i Finska. U studenom 2003. emitiranje se širi na Rusiju, Estoniju, Latviju, Litvu, Moldovu, Bjelorusiju, Mađarsku, Poljsku, Rumunjsku i Bugarsku.
U Hrvatskoj se emitira putem Evo TV-a, Total TV-a, i kabelskog operatera B.net, i to lokaliziran na hrvatski jezik.

## Vanjske poveznice
- Modern Times Group
- Viasat Explorer  Arhivirana inačica izvorne stranice od 30. listopada 2008. (Wayback Machine)